# F.R. Newman Arboretum

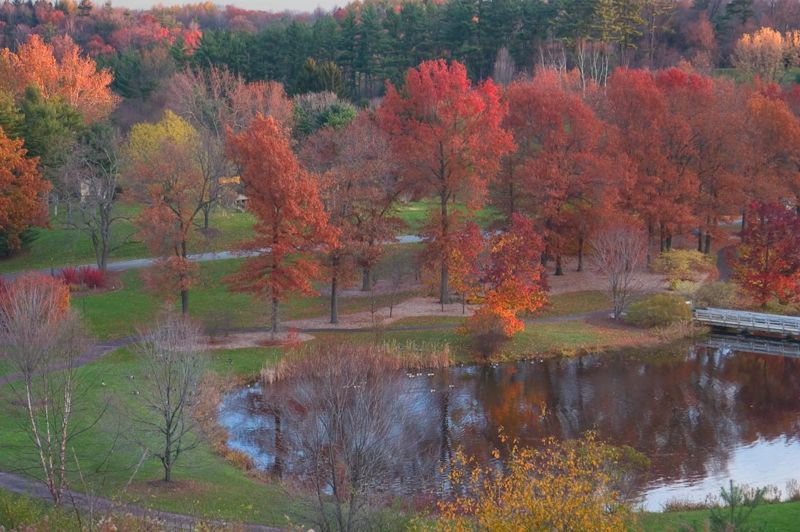
F. R. Newman Arboretum.

El F.R. Newman Arboretum es un arboretum de 60,30 hectáreas (150 acres) dentro de las Plantaciones Cornell, que es un jardín botánico localizado adyacente al campus de la Universidad de Cornell, Ithaca (Nueva York). Se encuentra encuadrado en el North American Plant Collections Consortium, gracias a su colección de Aceres con 98 taxones. Su código de identificación internacional como institución botánica, así como las siglas de su herbario es BH. 

## Localización
Cornell Plantations, One Plantations Road, Ithaca, Nueva York 14850 Estados Unidos.
- Teléfono: 607 255 3020, 255 2400

Se encuentra abierto diariamente sin cargo.

## Historia
El arboretum fue creado a principios de la década de 1960. 

## Colecciones
Entre sus colecciones son de destacar :
- Colección de castaños - creada en el año 2000 con 5 castaños que fueron trasplantados, además de 5 cultivares. Actualmente hay 25 cultivares.
- Colección de coníferas - con 21 taxones de abetos (excluidas las formas enanas), 39 de pinos, y 25 de piceas.
- Colección de manzanos de flor- 83 cultivares en una colección reciente, la mayoría son muy pequeños aún.
- Colección de Aceres- esta es una de las colecciones que forman el núcleo del Arboretum, con 98 taxones y por la cual se encuentra encuadrado dentro del North American Plant Collections Consortium. Alberga "Red Maple"" (Acer rubrum), "Sugar Maple" (Acer saccharum), "Silver Maple" (Acer saccharinum), y "Striped Maple" (Acer pensylvanicum). Por otra parte contiene también Acer x freemanii, aceres de sombra de los que se incluyen los "aceres corteza de serpiente" (Acer davidii y Acer tegmentosum) y arbolitos similares a los aceres japoneses tal como Acer shirasawanum y Acer pseudosieboldianum. La colección se completa con aceres de pequeño porte asiáticos.
- Colección de robles - 50 taxones de robles es una de las colecciones más recientes con la intención de reunir todas las especies que sean resistentes en el área bioclimática "Zona 5".
- Colección de los árboles que se emplean en las calles de las ciudades - se encuentran distribuidos por todo el arboretum.
- Colección de nogales - es la colección más antigua, plantada a inicios de la década de 1960, con 20 cultivares, representando al "Black Walnut" (Juglans nigra), "Butternut" (Juglans cinerea) y "Heartnut" (Juglans ailanthifolia).